# Arcos (Puenteareas)
San Breixo de Arcos es una parroquia gallega del municipio de Puenteareas, en España.
Según el padrón municipal de 2009 tenía 470 habitantes (249 mujeres y 221 hombres), distribuidos en 11 entidades de población, lo que supone un aumento en relación con el año 1999 cuando tenía 452 habitantes.